# Kodeks 0174
Kodeks 0174 (Gregory-Aland no. 0174) – grecki kodeks uncjalny Nowego Testamentu na pergaminie, paleograficznie datowany na V wiek. Rękopis przechowywany jest we Florencji. Do naszych czasów zachował się fragment jednej karty kodeksu.

## Opis
Do dziś zachowała się 1 uszkodzona karta kodeksu, z tekstem Listu do Galatów 2,5-6. Zachowany fragment kodeksu ma rozmiary 6 na 2,3 cm. Tekst pisany jest jedną kolumną na stronę, w 6 linijkach w kolumnie. Strona verso jest pusta.

## Tekst
Tekst fragmentu jest zbyt krótki, by móc ustalić jaką tradycję tekstualną tekstualną. Kurt Aland nie zaklasyfikował go do żadnej kategorii.

## Historia
INTF datuje rękopis na V wiek. Rękopis został znaleziony w Oksyrynchos. Jako miejsce prawdopodobnego powstania kodeksu wskazywany jest Egipt.
Facsimile fragmentu opublikował Ermenegildo Pistelli w 1913.
Na listę rękopisów Nowego Testamentu wciągnął go Ernst von Dobschütz, dając mu numer 0174.
Rękopis jest przechowywany w Biblioteka Laurenziana (PSI 118) we Florencji.